# Manuel Prieto Gutiérrez
Manuel Prieto Gutiérrez (Bogotá, Cundinamarca, Colombia, 26 de enero de 1990) es un actor de cine, teatro y televisión, cantante, modelo y presentador de televisión colombiano, nacido en Bogotá y criado en Manizales, capital del departamento de Caldas, reconocido principalmente por su participación en las telenovelas El laberinto de Alicia, La nocturna y La venganza de Analía 2.  

## Filmografía

### Televisión
| Año            | Título                     | Personaje               | Canal                       |
| -------------- | -------------------------- | ----------------------- | --------------------------- |
| 2025           | Mi ex esposo arde en culpa | Simón Márquez           | Reel Short                  |
| 2025           | La venganza de Analía 2    | Benjamín Nieto "Benji"  | Caracol Televisión          |
| 2022           | Te la dedico               | Lucas                   | Canal RCN                   |
| 2020           | 30 monedas                 | Niño araña              | HBO España                  |
| 2019           | Enfermeras                 | David                   | Canal RCN                   |
| 2018           | Noobees                    | Manuel                  | Nickelodeon (Latinoamérica) |
| 2018           | Más allá del tiempo        | León de Greiff          | Teleantioquia               |
| 2017           | La Nocturna                | Alejandro Dangond       | Caracol Televisión          |
| 2017           | Venganza                   | Pedro                   | Canal RCN                   |
| 2016           | Todo es prestao            | Felipe Poveda           | Canal RCN                   |
| 2014-2015      | El laberinto de Alica      | Emiliano Borda Villegas | Canal RCN                   |
| 2010           | Decisiones extremas        | 1 episodio              | Telemundo                   |
| 2010-2015      | Mujeres al límite          | Varios personajes       | Caracol Televisión          |
| 2010           | La magia de Sofía          |                         | Caracol Televisión          |
| 2007-2014-2015 | Tu voz estéreo             | Varios personajes       | Caracol Televisión          |
| 2007-2010      | Padres e hijos             |                         | Caracol Televisión          |

## Presentador
- Mi señal al aire (2010) — Presentador Señal Colombia

## Cine
- Crisis de amor (2010) — Cortometraje. Dir. Jaime prieto
- Ka – otico (2008) — Cortometraje. Dir. Raúl ballesteros

## Teatro
- Mi Mujer es un Plomero (2015) — Dir Miguel García Ordaz
- Quien Mato a Lupe (2011) — Dir. Hernán Méndez
- En Busca de Papa Noel (2011) — Dir. Hernán Méndez
- El sol Subterráneo (2007) — Dir. Diego Zanabria

## Comerciales / Fotografía
- Chevignon (2010) —  Modelo Fotografía
- Tony Vivaldy (2009) —  Ecuador
- Alpina (2009)
- Pintuco (2008)
- Presto (2007)
- Claro Colombia (2007)